# Santuario di Nostra Signora della Vittoria (Mignanego)
Il santuario di Nostra Signora della Vittoria è un luogo di culto cattolico situato nel comune di Mignanego, in via alla Vittoria 46, nella città metropolitana di Genova.
Il santuario sorge sul passo del Pertuso, in posizione dominante sulla Val Polcevera, ad un'altitudine di 650 m, nei pressi del luogo dove il 10 maggio 1625 pochi soldati della Repubblica di Genova, affiancati da volontari della Valpolcevera, guidati dal parroco di Montanesi, sconfissero un forte esercito franco-savoiardo comandato dal Duca Carlo Emanuele I di Savoia e composto, si dice, da oltre 8.000 uomini. A causa di questa sconfitta, il Duca dovette rinunciare alle sue mire sulla città di Genova.
Sul luogo della battaglia (passo del Pertuso), in segno di ringraziamento per l'intercessione della Madonna, fu eretto questo santuario, e la città di Genova fu consacrata alla "Madonna Regina della Vittoria".
Dal piazzale si ha un'ampia vista sulla Valpolcevera, dal passo dei Giovi fino al mare.
Il santuario è oggi raggiungibile dalla strada provinciale 35 dei Giovi, seguendo una deviazione proprio al culmine del passo, ma sono ancora percorribili le antiche strade, quella che sale dal paese di Montanesi e quella del passo del Pertuso, valico tra la Valpolcevera e la Valle Scrivia (oggi strada provinciale 47 del Santuario della Vittoria).
Attraverso il passo del Pertuso (posto allora sul confine tra la Repubblica di Genova e i Feudi imperiali, governati dalla nobile famiglia genovese dei Fieschi) passava una delle antiche vie di comunicazione tra Genova e la Pianura Padana. Questa via, che scendeva in valle Scrivia a Vallecalda (frazione di Savignone), in epoca medioevale superò per importanza la via Postumia (antica strada romana che collegava Genova a Libarna passando per Pontedecimo e il passo della Bocchetta), e dal XIII secolo ai primi decenni dell'Ottocento divenne la principale via di comunicazione tra Genova e la Pianura Padana. Per questa via transitarono nel 722 le ceneri di sant'Agostino, che il re longobardo Liutprando fece trasportare, transitando per il porto di Genova, dall'Africa a Pavia (dove sono tuttora conservate, nella basilica di San Pietro in Ciel d'Oro).

## Storia

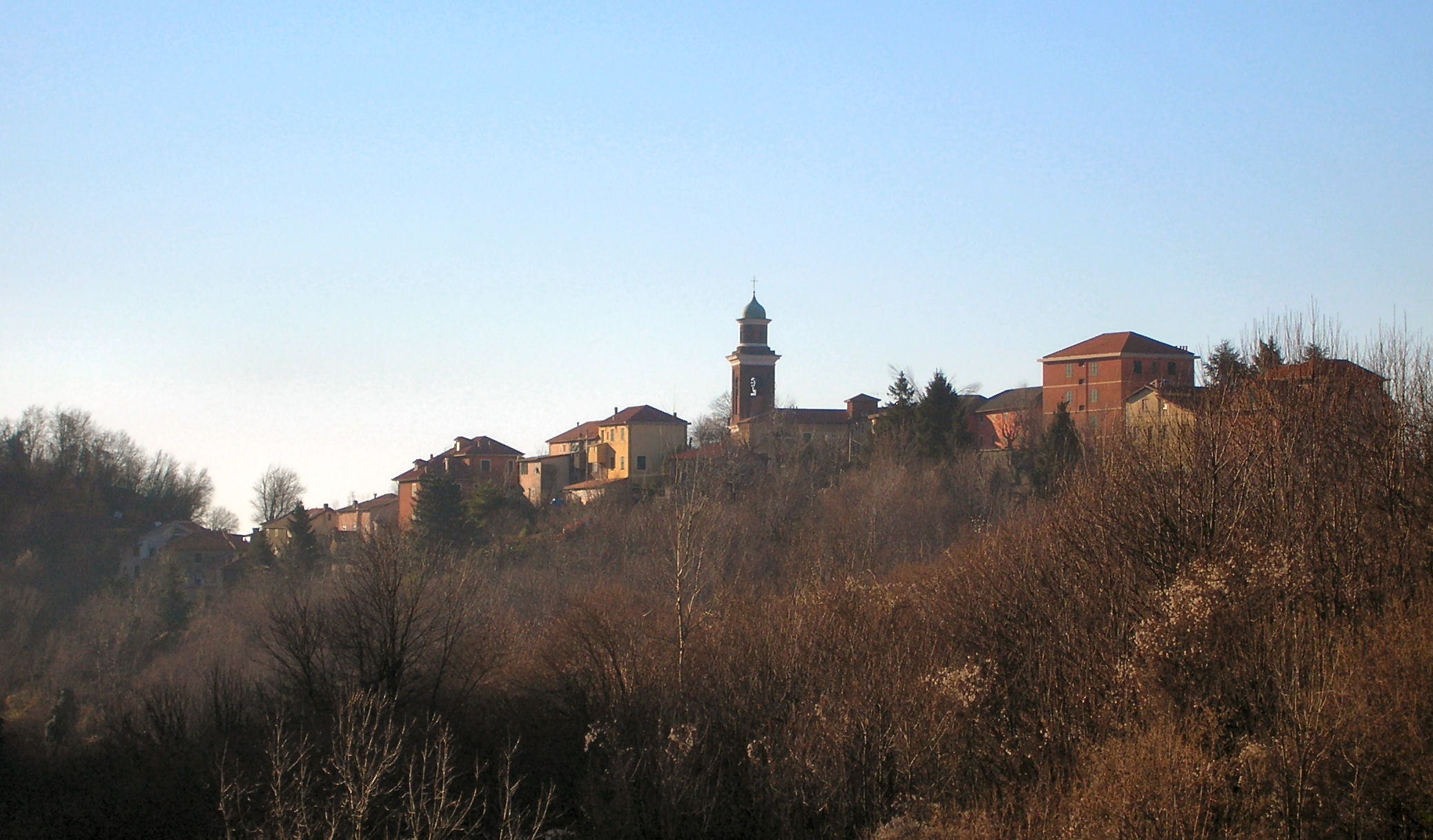
Il santuario e le case circostanti visti dalla strada del passo del Pertuso

### La battaglia del Passo del Pertuso

#### Il contesto storico
Gli avvenimenti che portarono alla costruzione del santuario si inquadrano nella complessa vicenda storica della prima metà del XVII secolo, che vide numerosi conflitti tra le principali potenze europee dell'epoca. I primi decenni del secolo videro la lotta tra Francia e Spagna per la supremazia nel nord Italia.
Il duca di Savoia Carlo Emanuele I, desideroso di ampliare i confini del proprio stato e di conquistare uno sbocco sul mare, nel 1622 si era accordato con i francesi per invadere e spartirsi il territorio della Repubblica di Genova, a quel tempo alleata con la Spagna.
Nel 1625 il duca, sceso in Liguria con un esercito franco-savoiardo di oltre 10.000 uomini, dopo aver occupato con relativa facilità parte della Riviera di ponente e diverse località dell'Oltregiogo (Acqui, Novi, Ovada, Rossiglione, Gavi e Voltaggio), arrivando fino a Savignone, nei Feudi imperiali della famiglia Fieschi, ritenne di poter facilmente invadere Genova, a quei tempi sprovvista di fortificazioni a monte. Il primo tentativo fu attraverso la Valle Stura, gli avamposti franco-savoiardi oltrepassarono Masone accampandosi oltre il valico verso Voltri, lungo la strada della Cannellona in località ancor oggi detta "piano dei francesi", poco oltre la Cappelletta di Masone ove sorge il Santuario di Nostra Signora del Santissimo Nome di Maria (un tempo anch'esso dedicato a N.S.della Vittoria). Le artiglierie pesanti trovarono difficoltà a superare le strade impervie già a Rossiglione, causando un cambio di strategia ed un ripiego dapprima verso Voltaggio e poi penetrando nella val Polcevera attraverso il passo del Pertuso.

#### La battaglia
Il 10 maggio 1625 l'esercito franco-sabaudo mosse a sorpresa verso il passo. Ma la mossa non sfuggì a Stefano Spinola, Commissario d'Armi della Valpolcevera, che vi si portò con un drappello di soldati, affiancati da volontari polceveraschi guidati dal parroco di Montanesi Giovanni Maria Lucchini e da alcuni banditi arruolatisi nelle file dei difensori della Repubblica di Genova con la promessa della grazia al termine del conflitto, capeggiati da un certo Giambattista Marigliano.
Inaspettatamente questo esercito raccogliticcio, combattendo valorosamente con la forza della disperazione e favorito dall'asprezza del luogo, costrinse le truppe franco-savoiarde a ritirarsi. Nel corso dei combattimenti lo stesso duca fu sfiorato da un colpo di archibugio, che uccise un suo segretario. Questa vittoria, che aveva dello straordinario, fu subito attribuita dai genovesi all'intervento miracoloso della Madonna, che sarebbe apparsa in sogno a don Lucchini, incoraggiandolo a resistere ed avrebbe compiuto diversi prodigi in favore dei resistenti polceveraschi.
In realtà, quando il duca decise quest'ultima sortita le sorti della guerra non volgevano più in suo favore, per contrasti intervenuti con il comandante militare francese (il vecchio duca di Lesdiguières, da lui accusato, probabilmente a torto, di essersi fatto corrompere dai genovesi) riguardo alla condotta delle operazioni militari e i mancati rifornimenti di vettovaglie per le truppe.
Inoltre, proprio mentre il duca tentava di forzare il passo del Pertuso, era arrivata la notizia che una flotta spagnola era giunta nel porto di Genova, precedendo le unità navali francesi, mentre un esercito spagnolo, forte di 20.000 uomini, guidato dal Duca di Feria, governatore spagnolo di Milano, stava muovendo in soccorso degli alleati genovesi.

### La costruzione del primo santuario
Sull'onda emotiva che fece seguito alla vittoria fu immediatamente decisa la costruzione di una cappella, subito divenuta meta di pellegrinaggi.
il 25 marzo 1637 il governo della Repubblica di Genova, anche per accrescere il proprio prestigio in campo internazionale, incoronò la Madonna Regina della città, donando al santuario una pala d'altare che raffigurava la Vergine in trono tra i Santi protettori della Repubblica, oggi sostituita da una statua attribuita a Tommaso Orsolino (1587-1675).
La cappella originaria fu ingrandita, divenendo una chiesa vera e propria, che fu inaugurata nel 1654, nonostante ritardi e problemi tecnici che interessarono i lavori.

### Dal Settecento ai nostri giorni

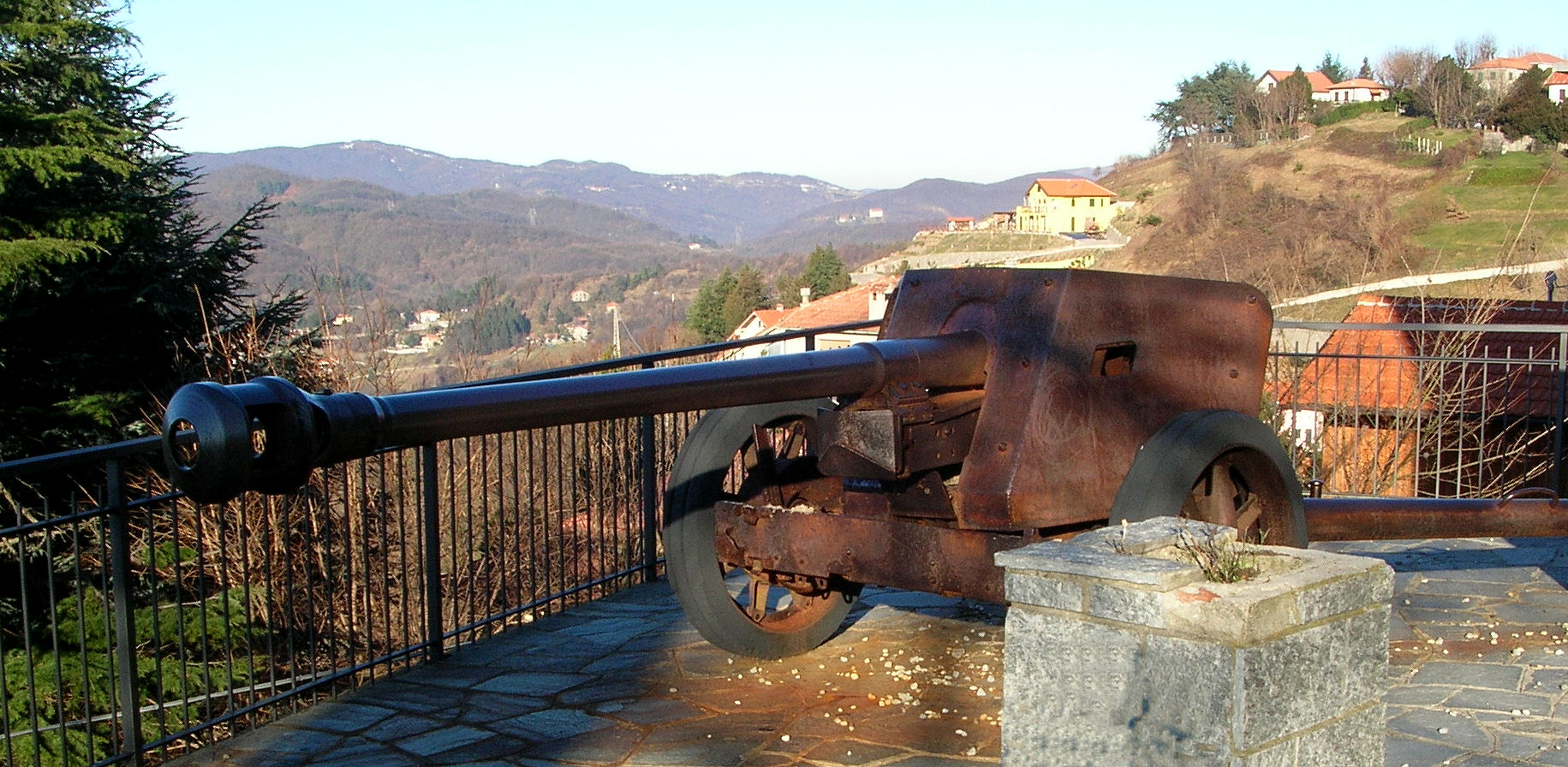
Pezzo d'artiglieria tedesco della seconda guerra mondiale

Durante la guerra di successione austriaca, tra il 1746 e il 1747 tutta la val Polcevera subì l'occupazione delle truppe austriache che assediavano Genova, seminando morte e distruzione.
Particolarmente colpiti furono gli edifici religiosi, ed anche il santuario fu quasi completamente distrutto (secondo alcuni dagli austriaci, secondo altre fonti dagli stessi valligiani perché non servisse come base per le scorribande degli invasori). Si salvarono solo il campanile, costruito nel 1723, l'altare maggiore e la sagrestia, oltre agli arredi sacri, che il parroco di Montanesi aveva portato al sicuro a Pedemonte (Serra Riccò).
Il santuario fu ricostruito nel 1751. La chiesa, più piccola di quella secentesca, ha pianta rettangolare a navata unica e due cappelle laterali, dedicate a Sant'Anna e al Sacro Cuore. Sopra l'altare maggiore si trova la statua dell'Orsolino, raffigurante la Madonna con la palma della vittoria nella mano sinistra, mentre con la destra sorregge il Bambino che sventola la bandiera di Genova. Un'altra statua in legno della Madonna, scolpita negli anni trenta del Novecento da un artigiano di Ortisei, si trova nell'atrio della chiesa.
Il santuario della Vittoria divenne una delle principali mete domenicali degli abitanti della Valpolcevera, tradizione che, a motivo della sua origine, si consolidò con l'instaurarsi del clima patriottico che caratterizzò il periodo tra la fine dell'Ottocento e la prima guerra mondiale (1915-1918), quando divenne un importante punto di riferimento per gli ex combattenti, che vi hanno portato cimeli di guerra ed ex voto in segno di ringraziamento.
Sul piazzale sono conservati i resti di un obice austriaco della prima guerra mondiale, donato al santuario nel 1919 dal generale Armando Diaz e un pezzo d'artiglieria della seconda guerra mondiale, strappato ai tedeschi dalle brigate partigiane che operarono nella zona durante la lotta di liberazione (1943-1945). Si tratta di un cannone anticarro tipo 7.5 cm PaK 40 prodotto dalla Rehinmetall-Börsig.
In occasione della consegna dell'obice (si tratta di un 8 cm M.75) donato dal generale Diaz fu anche collocata sul muro del campanile la targa, tuttora esistente, con il testo del Bollettino della Vittoria dello stesso generale Diaz (novembre 1918).